# Jaume Bachs i Rosés
Jaume Bachs i Rosés (Barcelona, 20 de gener de 1862 - Barcelona, 14 de març de 1909) fou un tenor català que cantà al Liceu i als millors teatres d'òpera europeus i americans amb el nom d'Angelo Angioletti o Angiolo Angioletti (o Angelotti).

## Biografia
Va néixer en una família de classe mitjana de Barcelona, fill de Manuel Bachs i Pere, natural de Villalba, i de Josepa Rosés i Matas, del Masnou. Jaume Bachs i Rosés va poder rebre classes de música i desenvolupar les seves habilitats pel cant, pel qual ja demostrava tenir un gran talent des de ben petit.
Amb divuit anys debutà com a baríton al Liceu de Barcelona amb l'òpera Lucia di Lammermoor de Donizetti. Després descobrí, amb el seu mestre Joan Goula, que podia cantar també com a baix i com a tenor. Amplià la seva formació a París i, amb el pseudònim d'Angelo Angioletti, inicià la seva carrera internacional. El 1894 va obtenir un gran èxit com a Don José, de Carmen de Bizet i com a Wilhelm, de la Mignon de Ambroiseva al Politeama Genovese, a Gènova. Gràcies a la bona rebuda del públic en aquestes actuacions, un any més tard va poder cantar al Teatre San Carlo de Nàpols, on alterna amb el tenor Francesc Viñas el paper de Lohengrin. El 1905 substitueix Leo Slezak a la Scala de Milà com a Tannhäuser. Immers en la seva carrera internacional, va tornar al Teatro Real de Madrid per interpretar La walkiria de Wagner i també al Liceu de Barcelona, el 1900. El seu repertori conté entre d'altres, les òperes Un ballo in maschera, Otello, Els hugonots i Carmen.
El 1902 va estrenar a Madrid l'òpera de Tomás Bretón Raimundo Lulio. El 1902 i 1903 estrenà les òperes Giovanna di Napoli i, al Liceu, Acté, de Joan Manén. El 1906, estrenà Empòrium, del mestre Morera.
Es va casar amb Emília Pelayo i van tenir dues filles, Emília i Amèlia Bachs i Pelayo. Amèlia (1888-1924) es va casar amb Salvador Busquets i Codina, que fou alcalde de Canet de Mar en el període 1916-1920.
El fons personal de Jaume Bachs es conserva a la Biblioteca de Catalunya.

## Compositor
Jaume Bachs també fou compositor. Va escriure diverses peces per a tenor i una òpera, Aurèlia, estrenada el 23 de juny de 1907 al Masnou i representada al Teatre Eldorado de Barcelona el 7 de juliol següent.
Algunes de les cançons que va compondre són:
- El Caçador i la Pastoreta (per cor i solista)
- Canción de Enamorado (lletra J. Dalmau)
- Clementine
- L'emigrant (lletra de Mossen Jacint Verdaguer)
- Matinada
- Nadala de Coventry (Melodia anglesa del segle xvi. Adaptació catalana de Lluís Jordà)
- La romería de San Andrés

## Pedagog (Estudis recreatius de Vocalització)
Jaume Bachs també va tenir una faceta com a pedagog. Entre altres mètodes per l'ensenyament de la música va escriure uns Estudis Recreatius de Vocalització. Es tracta d'un seguit d'estudis per tenor i baríton amb acompanyament de piano.
Segons Angioletti cada veu necessita un estudi precís de vocalització i cal sacrificar la puresa d'una frase canviant-la o adaptant-la per tal de trobar, en el registre del cantant, el màxim nombre de vibracions i treure el màxim rendiment de cada veu. Va escriure aquest seguit d'estudis amb un caràcter purament recreatiu; de fet, va deixar escrit que només amb aquests exercicis és impossible formar completament un cantant. Els va compondre amb l'objectiu que les persones que es dediquen al cant trobin en ells un al·licient per estudiar.
Referent als mètodes i tractats de cant, Bachs deia que en ells s'hi troben algunes veritats teòriques però que per aprendre fan falta els coneixements i les pràctiques d'un mestre.

## Reconeixement internacional
Angelo Angioletti fou reconegut com a bon cantant arreu del món. Diaris i revistes prestigiosos van fer crítiques dels seus concerts:
- Il Signor Pubblico (Roma)
- Vita Finmana (Hongría)
- The Egyptian Gazzette (Egipte)
- Il Messaggiere Egiziano (Egipte)
- La Reforme (Egipte)
- L'Imparziale (Egipte)
- Il Mattino (trieste)
- L'Osservature Triestino (Trieste)
- Reproducción de la Revista Teatrale Melodrammatica de Milán (Buenos Aires)
- El Globo (Madrid)
- El País (Madrid)
- El Liberal (Madrid)

En tots ells es parla de la persona Angelo Angioletti com un gran cantant, un gran músic i una gran persona. Descriuen la seva veu com a bella, sonora, molt potent, estesa i vibrant. Molts d'ells també posen èmfasi sobre la professionalitat de Jaume Bachs. Segons diuen era un dels artistes que mai es posen malalts i amb els quals sempre es té una "funció segura".

## Al Liceu
Al Liceu cantà Lohengrin el 1889 i Tannhäuser el 1902.